# Alemañol
Alemañol, abgeleitet von alemán (deutsch) und español (spanisch), ist eine von der spanisch sprechenden Bevölkerung in deutschen Sprachgebieten gesprochene vermischte Varietät der deutschen und spanischen Sprache. Diese Sprachvarietät entstand spätestens mit der Einwanderung von Spaniern in den 1960er-Jahren und wird heute besonders von lateinamerikanischen Einwanderern in den deutschen Sprachgebieten gepflegt. In der 2. und 3. Generation von Einwanderern aus spanischsprachigen Ländern ist eine Verfestigung und Ausweitung des Alemañol zu beobachten.
Es handelt sich meist um Begriffe, die in der deutschen Sprache und im deutschen Kulturraum einen Sachverhalt besser bezeichnen, als es mit dem entsprechenden spanischen Äquivalent möglich wäre, oder bei denen der deutsche Ausdruck kürzer oder flüssiger auszusprechen ist.

## Beispiele

### Verben
- wanderear = wandern - vagarse, recorrer, rondar(se)
- bratear = braten, grillen = hacer una parrillada
- anmeldearse = sich anmelden (etwa beim Einwohnermeldeamt) = registrarse, apuntarse, anotarse, inscribirse
- kaputearse = kaputtgehen
- grilar = grillen

### Substantive
Bei Sprachmixern, die des Deutschen eher mächtig sind als des Spanischen, bleibt bei Substantiven in der Regel das Geschlecht des deutschen Wortes erhalten. Sprecher, die Deutsch im Erwachsenenalter gelernt haben, geben dem deutschen Wort eine neue Aussprache und oft ein anderes Genus:
- der Bahnhof – el Bahnhof – la bánjof
- der Keller – el Keller – la quela
- die U-Bahn – la U-Bahn – el uvan
- das Brötchen – el Brötchen – el broche

| Person    | Numerus  | Alemañol                 | Deutsch            |
| --------- | -------- | ------------------------ | ------------------ |
| 1. Person | Singular | Yo me anmeldeo           | ich melde mich an  |
| 2. Person | Singular | Tú te anmeldeas          | du meldest dich an |
| 3. Person | Singular | Él se anmeldea           | er meldet sich an  |
| 3. Person | Singular | Ella se anmeldea         | sie meldet sich an |
| 1. Person | Plural   | Nosotros nos anmeldeamos | wir melden uns an  |
| 2. Person | Plural   | Vosotros vos anmeldeáis  | ihr meldet euch an |
| 3. Person | Plural   | Ellos se anmeldean       | sie melden sich an |

### Ausdrücke
- no hay que mischear los espraje = man soll die Sprachen nicht vermischen
- es muy mühsam para mí = es ist äußerst mühsam für mich – Me es muy arduo.
- no viene ni en Frage = kommt nicht (oder: auf gar keinen Fall) in Frage oder wird nicht einmal in Erwägung gezogen – Ni hablar de eso/Eso ni pensarlo/No viene al caso.
- me tienes un lápiz = hast du einen Bleistift für mich? – me das un lápiz?
- puedo tener tu móvil? = kann ich dein Mobiltelefon haben? – me das tu móvil?
- tengo cumpleaños = ich habe Geburtstag – es mi cumpleaños